# Lophosteus superbus
Lophosteus superbus — вид викопних риб, які жили у силурійському періоді, пржидольська епоха. Відноситься до родини  Lophosteidae ряду Lophosteiformes.

## Значення
Lophosteus superbus є одним з самих перших відомих представників кісткових риб. Завдяки решткам, які були знайдені У Естонії на острові Сааремаа вдалося гістологічно дослідити походження та розвиток зубів у цього виду тварин. Це дослідження значно розширило знання про походження та еволюцію зубів у кісткових риб та виявило, що луска кісткових риб та їх зуби мають спільне походження.